# Clans
Clans – die ersten Dörfer, oftmals kurz Clans genannt, ist ein von Leo Colovini entworfenes Brettspiel für zwei bis vier Spieler ab zehn Jahren. Eine Partie dauert zwischen 30 und 45 Minuten. Clans ist Ende 2002 im Verlag Winning Moves erschienen, wurde 2003 für den Kritikerpreis Spiel des Jahres nominiert und erreichte Platz 3 beim Deutschen Spiele Preis.

## Thema des Spiels und Ausstattung
Angehörige von fünf Clans ziehen durch eine urtümliche Landschaft und durchleben fünf Epochen der Gründung von Dörfern. In der Regel siedeln sie friedlich mit Angehörigen anderer Clans, aber nicht immer. 
Das für Winning Moves typisch sechsteilige Spielbrett ist farblich klar in 60 Gebiete aus 4 besiedelbaren Landschaftstypen (Grasland, Steppe, Wald, Gebirge) plus Seen gegliedert. Links läuft eine Wertungsleiste um eine als Epochenübersicht bezeichnete Spalte.
Die Spielfiguren sind kleine Hütten aus Holz, lackiert in den Farben der fünf Clans. Außerdem gibt es noch Zählscheiben aus Holz und Bonusmarker aus Pappe. 

## Spielablauf
Es gibt nur eine Art Zug: Es werden immer alle Hütten eines Gebietes auf ein nicht-leeres, benachbartes Gebiet gezogen. Entsteht dadurch ein besiedeltes Gebiet, das nur noch von leeren Feldern umgeben ist, wurde ein Dorf gegründet; die vertretenen Clans bekommen Wertungspunkte und der Spieler am Zug kann zusätzlich einen Bonus-Marker bekommen, wenn der Landschaftstypus des neuen Dorfes mit dem der aktuellen Epoche übereinstimmt.
Interessant wird die Konkurrenz dadurch, dass geheim gehalten wird, welcher Spieler mit welcher Farbe spielt. Die Spieler sind reihum am Zug und jeder Spieler kann Hütten aller Farben bewegen. Man muss also die Dörfer so gründen, dass die eigene Clanfarbe nicht leer ausgeht, darf dabei aber nicht zu offensichtlich vorgehen. 
Das Spiel endet, wenn zwölf Dörfer gegründet wurden. Die Spieler decken auf, für welchen Clan sie gespielt haben und addieren ihre Bonus-Marker zu den Wertungspunkten ihres Clans.

## Zielgruppe und Einschätzung
Das einfache Spielprinzip mit nur einer Art Spielzug erleichtert den Einstieg auch für wenig erfahrene Spieler oder  Runden mit wechselnden Teilnehmern. Mit zwei Spielern überwiegt bei Clans das strategische Moment, mit vier Spielern nimmt der intuitive Anteil zu. 